# Drew Brandon
Drew Brandon (ur. 11 maja 1992 w Coronie) – amerykański koszykarz, występujący na pozycjach rozgrywającego lub rzucającego obrońcy, obecnie zawodnik BK Odessa.
13 października 2017 został zawodnikiem Czarnych Słupsk.
10 stycznia 2018 w spotkaniu Czarnych Słupsk z Asseco Gdynia zdobył 28 punktów, 18 zbiórek i 11 asyst, stając się tym samym dziewiątym zawodnikiem w historii, który osiągnął triple-double w meczu Polskiej Ligi Koszykówki.
6 lutego 2018 zawarł kontrakt z fińskim Kouvot Kouvola. 9 lipca podpisał umowę z AZS-em Koszalin.
30 lipca 2019 został zawodnikiem Legii Warszawa. 17 grudnia opuścił klub, po rozegraniu w sumie 21 spotkań (FIBA Europe Cup: 6 gier, 8,3 punktu, 4,5 zbiórki, 4,3 asysty, EBL: 11 gier, 8,3 punktu, 5 zbiórek, 3 asysty, kwalifikacje do Ligi Mistrzów: 4 mecze, 11 punktów, 6,3 zbiórki, 2,5 asysty).
27 września 2020 porozumiał się w sprawie umowy z ukraińską BK Odessa.

## Osiągnięcia
Stan na 18 grudnia 2019, na podstawie, o ile nie zaznaczono inaczej.
NJCAA
- Zaliczony do:
  - I składu Big 8 (2013)
  - składu honorable mention:
    - All-State (2013)
    - Big 8 (2012)
- Zawodnik miesiąca California Community College:
  - Athletic Association (CCCAA – styczeń 2013)
  - Sports Information Association (styczeń 2013)

NCAA
- Uczestnik turnieju NCAA (2015)
- Mistrz:
  - turnieju konferencji Big Sky (2015)
  - sezonu zasadniczego konferencji Big Sky (2015)
- Zaliczony do:
  - II składu Big Sky (2014 przez College SportsMadness)
  - składu All-Big Sky Honorable Mention (2015)
- Lider konferencji Big Sky w asystach (2014)[10]

Drużynowe
- Finalista pucharu Niemiec (2016)
- Uczestnik rozgrywek TOP 8 Eurocup (2016)